# گورستان هربی
گورستان هربی (هروی) مربوط به سدهٔ ۷ و ۸ ه‍.ق است و در شهرستان تبریز، بخش مرکزی، روستای هربی (هروی) واقع شده و این اثر در تاریخ ۱۷ اسفند ۱۳۸۱ با شمارهٔ ثبت ۷۷۳۹ به‌عنوان یکی از آثار ملی ایران به ثبت رسیده است.